# 預付費詐騙
预付费诈骗（英語：advance-fee scam）是一种诈骗手段，也是最常见的一种信任诈骗。行骗者在获取受害者的信任之后，向受害者承诺会给受害者很大的一笔资金，但是需要受害者预先支付一些所谓的“手续费”来提取这笔资金。若受害者支付“手续费”，行骗者可能会要求受害者继续支付更多费用，也有可能直接消失，诈骗过程也就结束了。
尼日利亞诈骗（又称为“419诈骗”）是预付费诈骗的一种。数字“419”指的是尼日利亚刑法中的第419条法律（关于诈骗犯的起诉、刑法等规章制度），但是这种诈骗与尼日利亚并无直接关系。这种诈骗手段的主要渠道是传真、纸质邮件、与现在较为通用的电子邮件。

## 行騙手法
行骗者首先使用一个虚假的、临时的电子邮箱账号或社交网站账号与众多的收件人取得联系，声称有一笔资金或者项目，可以给受害者提供巨额的回报。细节各不相同，但通常，行骗者冒充一名政府或银行官员，声称他得知有一笔无人领取的巨款，并且因为行骗者的所谓官员身份，无法直接领取这份财产，所以需要受害者的帮助。绝大部分的收件人都不会回复这类诈骗消息，尽管如此，因为行骗者通常批量发送大量的消息，还是有一小部分的受害者听信行骗者的故事，导致这类诈骗仍然有较高的行骗者的利润。
行骗者伪装的人各不相同，有真实存在的但被冒充的人，也有行骗者扮演的虚构角色，包括但不限于：
- 政府官员（例如美国总统、第一夫人、联合国秘书长等具有影响力的人士）
- 被废黜的、有巨额财产的非洲地区领导人的子女
- 身患绝症、没有其他亲属的富豪
- 得知银行客户因飞机失事而去世，留下巨额财产的银行员工
- 战乱国家的难民。[6]

为了使诈骗更有说服力，行骗者通常会向受害者提供一些虚假的证据，比如行骗者的所谓身份证件、盖有假冒的政府公章的所谓官方文件等等。通常，这些虚假的文件所用的图片都是从网络其他地方搜集来的。同时，一次诈骗过程可能涉及多个角色。比如，一名身患绝症的富豪先联系受害者，骗取受害者的信任后，要求受害者联系某个银行官员以便提取资金，而所谓的“银行官员”则是另外一个用于诈骗的角色。许多情况下，不同的虚假角色背后甚至是同一个行骗者管理、扮演的。
一旦获取了受害者的信任，行骗者通常会编造一个借口，声称有一些延迟或障碍，使得他们无法立刻领取资金，并需要受害者的帮助。例如，行骗者可能声称需要受害者来协助“贿赂”银行官员以便提取资金，或者声称需要开通某个银行账号（并往这个账号里面存一些款来“激活”这个账号）才能提取资金。受害者听信这些借口后，可能会心甘情愿地向行骗者转账（通常用一些不可逆转的渠道）。 这类款项也就是行骗者从受害者骗取的财产。

### 假美金
從1960年代開始至1980年代，不少尼日利亞騙徒都會在世界各大城市，特別是經濟正在起飛的東亞地區的酒店裡尋找獵物。最初他們會聲稱身上的美金已用盡，但還有一批經特別處理的美金。由於這些美金是非法從尼日利亞轉移，所以被塗上特製的黑油，以避過海關的檢查。他們手上通常都會有一張至數張經特別處理過的美金作示範，並在受害者面前用特別藥水清洗美金，以證明自己所言不假。之後，他們指若受害者想兌換美金，他願意讓受害者以一個較低的匯率來兌換這一批“美金”。基於貪小便宜的心態下，有不少人都會跌入圈套，而用當地的現鈔換來一大疊不能還原的廢紙。有不少受害者更需要額外向騙徒付款購買該種特製的“清潔藥水”。

### 虛假交易
騙徒會聲稱希望跟你購物，但需要你把貨物送往尼日利亞某地。對方會用支票或信用卡來付款。但當貨物送抵目的地以後，你才發現支票不能兌現，或對方使用虛假的信用卡來購物。

### 支票輪
騙徒會利用時區的差別，以及各地處理支票所需的時間差，利用一張可以兌現的支票提供保證金作交易，但在交易完成後從戶口撤走資金，使支票不能兌現。

### 虛假遺產
聲稱某人（或你的某個遠方親戚）逝世，而對方需要你提供你的個人資料及銀行戶口號碼，以便把死者的遺產存入你的戶口裡。有時，他們甚至會聲稱要借用你的戶口來作資產轉移，並承諾會以所轉移的資產的某個比例作為報酬。

## 新發展
基於亞洲近年的經濟起飛，不少騙徒把目標從歐美人士轉移到東亞地區。這些騙徒假冒當地的銀行或律師行職員，並宣稱有一筆為數可觀的遺產等他們來申領；但其實跟以前一樣，仍然是一個騙局。

### 網路交友詐騙
受害者多是在使用網路交友時遭詐騙，受害者透過網路與騙徒（通常都是使用假造的身份資訊，例如假裝是歐洲的白領階層，或是某國的貴族顯要）交往多時後，詐騙分子利用各種藉口誘騙受害者將金錢匯往他國，且受害者大都是具有高教育背景之女性。此類詐騙中，騙徒通常都是以被害人只需匯出一筆金額較小的匯款，就可以換得鉅額利益作為誘餌讓被害者上鉤（例如要求被害人匯款參與高獲利的投資，或是先得替一筆金額極大的匯款代墊操作費用之類理由），由於騙徒與被害者之間往往還有感情上的關連，導致許多被害者縱使被騙，也堅持不承認自己已經遭到詐騙。

## 其他
尼日利亞騙徒透過垃圾電郵不斷轟炸一般用戶的電郵信箱，然而其信件內容亦為不少人帶來歡樂。有人特意為這些電郵開設了一個網站，站內的所有錄音都是利用饒舌的形式來朗讀這些垃圾電郵的內容。此外，為向這批撰寫電郵的人士表示敬意，搞笑諾貝爾獎還特地把2005年度的文學獎頒發給他們，以表揚他們「利用短小精悍的文字，為我們提供娛樂」。

## 外部連結
- 尼日利亞虛假交易電郵展覽館 （页面存档备份，存于）（英文）

- Case falls apart （页面存档备份，存于）
- The 419 Coalition （页面存档备份，存于）
- Scamorama presents The Lads From Lagos （页面存档备份，存于）

- How to become rich dotcom
- U.S. State Department Information （页面存档备份，存于）
- 419eater.com （页面存档备份，存于）
- 419 Legal (South African Police Services) （页面存档备份，存于）
- Artists Against 419 （页面存档备份，存于）
- Urban Legends Collected Scams[永久]
- Nigerian Criminal Code （页面存档备份，存于）
- The varieties and history of advance fee scams （页面存档备份，存于）

- P-P-P-Powerbook web browser friendly edition （页面存档备份，存于）

- Scampatrol Victim Support （页面存档备份，存于）
- US Secret Service Public Awareness Advisory